# Forbes Ridge
Forbes Ridge är en bergstopp i Antarktis. Den ligger i Östantarktis. Australien gör anspråk på området. Toppen på Forbes Ridge är 2 213 meter över havet.
Terrängen runt Forbes Ridge är kuperad åt nordväst, men åt sydost är den bergig.  Trakten är obefolkad. Det finns inga samhällen i närheten. 